# Straßenbahn Döbeln
| Straßenbahn Döbeln 1897 |                     |                                                       |                                                       |
| Streckenlänge: | 2,450 km            |                                                       |                                                       |
| Spurweite: | 1000 mm (Meterspur) |                                                       |                                                       |
| |                     |                                                       |                                                       |
| \| \| 0,00 \| Hauptbahnhof \| Hauptbahnhof \| \| \| \| ? \| \| \| \| 0,50 \| Ende der zweigleisigen Strecke \| Ende der zweigleisigen Strecke \| \| \| \| Hotel Stadt Dresden (ehem. EXTRA; Bäcker Körner) \| \| \| \| \| Depot (Jakobikirche) \| \| \| \| \| Depot (Feuerwache) \| \| \| \| \| Schützenhaus (Volkshaus) \| \| \| \| \| Hotel Kronprinz (Pizza Franko) \| \| \| \| \| Flutmulde \| \| \| \| \| Hotel Deutscher Herold (ehem. SED-Haus) \| \| \| \| \| Deutsches Pferdebahnmuseum (Theaterstr.) \| \| \| \| \| \| \| \| \| \| Hotel Stadt Altenburg (Breite Straße; Optiker Vogler) \| \| \| \| \| \| \| \| \| \| Hotel Reichshof \| \| \| \| \| Posthof (Post) \| \| \| \| \| Obermarkt \| \| \| \| \| \| \| \| \| \| Hotel Goldene Sonne (gegenüber von Faßbinder's) \| \| \| \| \| Hotel Goldene Sonne (Sattelstraße) \| \| \| \| \| Freiberger Mulde \| \| \| \| 2,45 \| Weißes Kreuz (Dresdner und Oschatzer Str.) \| Weißes Kreuz (Dresdner und Oschatzer Str.) \| |                     |                                                       |                                                       |
| U-Bahn-Haltepunkt / Haltestelle Streckenanfang (Strecke außer Betrieb) | 0,00                | Hauptbahnhof                                          | Hauptbahnhof                                          |
| U-Bahn-Haltepunkt / Haltestelle (Strecke außer Betrieb) |                     | ?                                                     | ?                                                     |
| U-Bahn-Grenze (Strecke außer Betrieb) | 0,50                | Ende der zweigleisigen Strecke                        | Ende der zweigleisigen Strecke                        |
| U-Bahn-Bahnhof (Strecke außer Betrieb) |                     | Hotel Stadt Dresden (ehem. EXTRA; Bäcker Körner)      | Hotel Stadt Dresden (ehem. EXTRA; Bäcker Körner)      |
| U-Bahn-Bahnhof (Strecke außer Betrieb) |                     | Depot (Jakobikirche)                                  | Depot (Jakobikirche)                                  |
| U-Bahn-Betriebs-/Güterbahnhof Streckenanfang und quer (Strecke außer Betrieb) · U-Bahn-Abzweig geradeaus und von rechts (Strecke außer Betrieb) |                     | Depot (Feuerwache)                                    | Depot (Feuerwache)                                    |
| U-Bahn-Bahnhof (Strecke außer Betrieb) |                     | Schützenhaus (Volkshaus)                              | Schützenhaus (Volkshaus)                              |
| U-Bahn-Bahnhof (Strecke außer Betrieb) |                     | Hotel Kronprinz (Pizza Franko)                        | Hotel Kronprinz (Pizza Franko)                        |
| U-Bahn-Brücke über Wasserlauf (Strecke außer Betrieb) |                     | Flutmulde                                             | Flutmulde                                             |
| U-Bahn-Bahnhof (Strecke außer Betrieb) |                     | Hotel Deutscher Herold (ehem. SED-Haus)               | Hotel Deutscher Herold (ehem. SED-Haus)               |
| U-Bahn-Kopfbahnhof Streckenanfang und quer · U-Bahn-Abzweig ehemals geradeaus und von rechts |                     | Deutsches Pferdebahnmuseum (Theaterstr.)              | Deutsches Pferdebahnmuseum (Theaterstr.)              |
| U-Bahn-Strecke von links (außer Betrieb) · U-Bahn-Abzweig geradeaus und ehemals nach rechts |                     |                                                       |                                                       |
| U-Bahn-Bahnhof (Strecke außer Betrieb) · U-Bahn-Strecke |                     | Hotel Stadt Altenburg (Breite Straße; Optiker Vogler) | Hotel Stadt Altenburg (Breite Straße; Optiker Vogler) |
| U-Bahn-Strecke nach links (außer Betrieb) · U-Bahn-Abzweig geradeaus und ehemals von rechts |                     |                                                       |                                                       |
| ehemaliger U-Bahn-Bahnhof |                     | Hotel Reichshof                                       | Hotel Reichshof                                       |
| U-Bahn-Betriebs-/Güterbahnhof Streckenanfang und quer (Strecke außer Betrieb) · U-Bahn-Abzweig geradeaus und ehemals von rechts |                     | Posthof (Post)                                        | Posthof (Post)                                        |
| U-Bahn-Haltepunkt / Haltestelle Strecke ab hier außer Betrieb |                     | Obermarkt                                             | Obermarkt                                             |
| U-Bahn-Strecke von links (außer Betrieb) · U-Bahn-Abzweig geradeaus und nach rechts (Strecke außer Betrieb) |                     |                                                       |                                                       |
| U-Bahn-Strecke (außer Betrieb) · U-Bahn-Betriebs-/Güterbahnhof Streckenende (Strecke außer Betrieb) |                     | Hotel Goldene Sonne (gegenüber von Faßbinder's)       | Hotel Goldene Sonne (gegenüber von Faßbinder's)       |
| U-Bahn-Bahnhof (Strecke außer Betrieb) |                     | Hotel Goldene Sonne (Sattelstraße)                    | Hotel Goldene Sonne (Sattelstraße)                    |
| U-Bahn-Brücke über Wasserlauf (Strecke außer Betrieb) |                     | Freiberger Mulde                                      | Freiberger Mulde                                      |
| U-Bahn-Haltepunkt / Haltestelle Streckenende (Strecke außer Betrieb) | 2,45                | Weißes Kreuz (Dresdner und Oschatzer Str.)            | Weißes Kreuz (Dresdner und Oschatzer Str.)            |

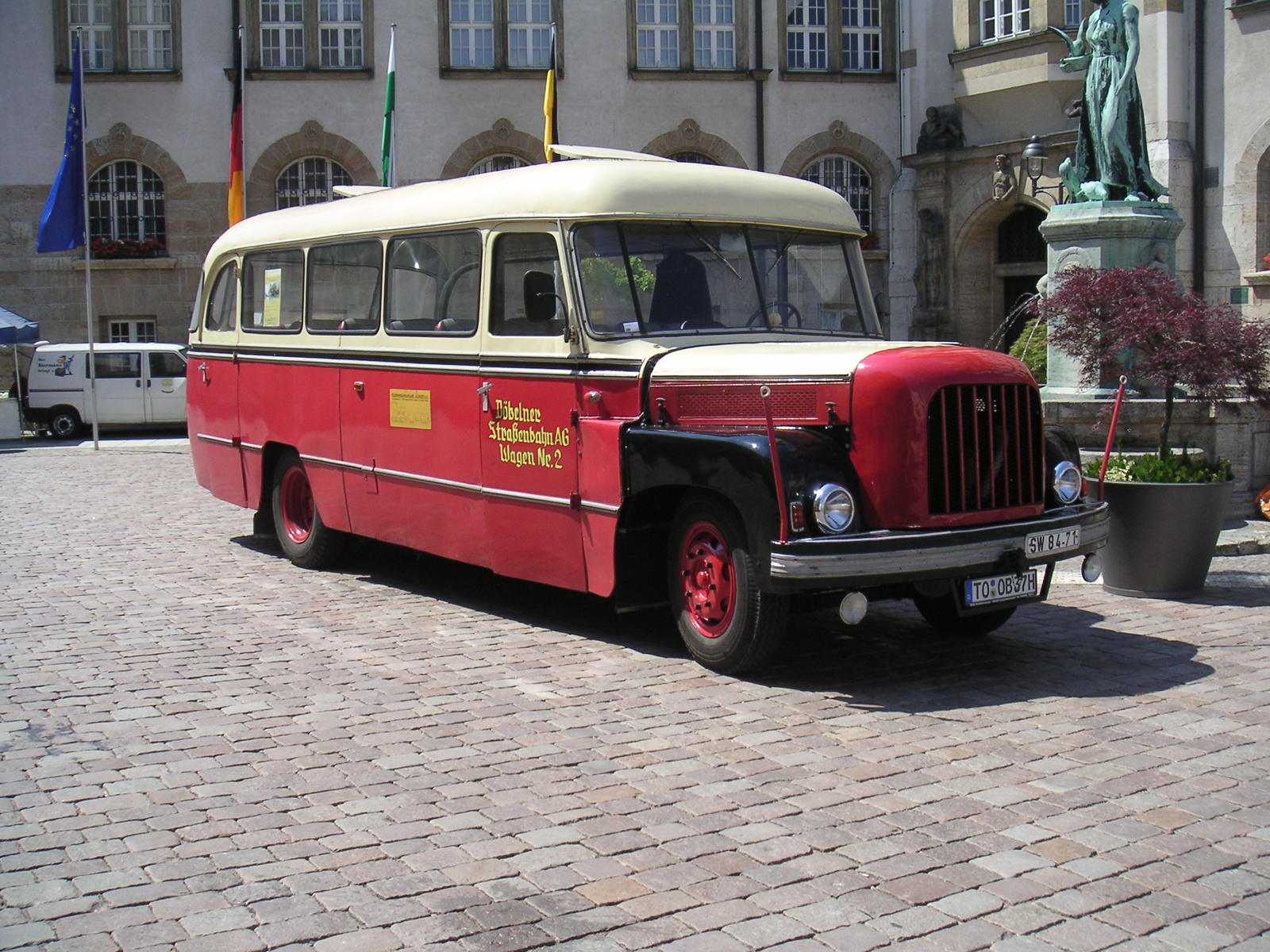
Historischer VOMAG-Omnibus der Döbelner Straßenbahn AG, durch solche Fahrzeuge wurde die Pferdebahn ersetzt

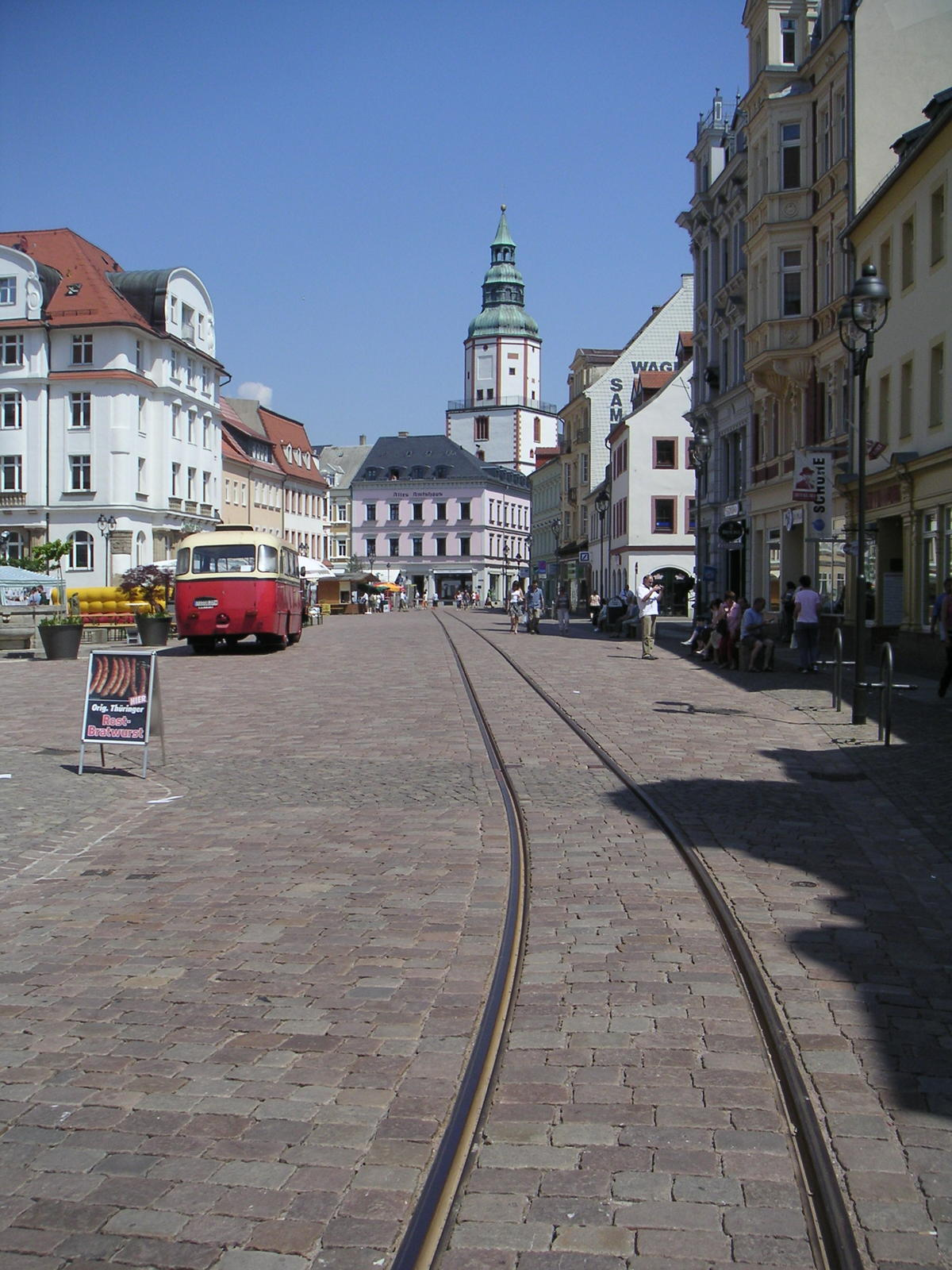
Das Gleis der Pferdebahn; Blick zur heutigen Endstelle Obermarkt in Richtung Nikolaikirche

Aktie über 100 RM der Döbelner Straßenbahn vom 20. Dezember 1926

Die Straßenbahn Döbeln verband von 1892 bis 1926 den peripher gelegenen Hauptbahnhof der sächsischen Stadt Döbeln mit der Innenstadt und wurde stets als meterspurige Pferdestraßenbahn betrieben. Seit Juni 2007 wird ein wieder aufgebautes Teilstück zu besonderen Anlässen als Museumsstraßenbahn befahren.

## Geschichte
Döbeln wurde 1847 durch die Chemnitz-Riesaer Eisenbahn zunächst mit Riesa, 1857 auch mit Chemnitz verbunden. 1868 wurde eine zweite Linie zwischen Dresden und Leipzig über Döbeln in Betrieb genommen. Seitdem war Döbeln Eisenbahnknotenpunkt. Der Bahnhof lag rund zwei Kilometer Luftlinie vom Zentrum der Altstadt entfernt. Der Wunsch nach einer innerstädtischen Verbindung führte schließlich am 20. Februar 1891 zur Gründung der Döbelner Straßenbahn AG unter Beteiligung der Stadt und privater Kapitalgeber. 1943 besaß die Stadt nur zwölf Prozent der Aktien.

### Eröffnung und Betrieb
Am 10. Juli 1892 konnte ein erstes Teilstück der Straßenbahn zwischen dem Hauptbahnhof und dem Obermarkt eröffnet werden. Später wurde die Bahn dann bis zum „Weißen Kreuz“ verlängert, die Streckenlänge erhöhte sich dadurch auf 2,450 Kilometer. Die Straßenbahn beförderte außer Personen auch Post und Stückgut. Beginnend am Hauptbahnhof führte sie parallel zur Staatsbahnstrecke nach Dresden durch die Bahnhofstraße, an der auch die Wagenhalle lag. Dann erreichte sie die auf einer Insel zwischen zwei Flussarmen der Freiberger Mulde liegende Altstadt mit dem Nieder- und dem Obermarkt und endete am Weißen Kreuz in der Dresdner Straße. Weil nur die ersten 500 Meter der Strecke zweigleisig angelegt waren, erhielt sie im folgenden Abschnitt insgesamt acht Ausweichstellen sowie eine kurze Abzweigung zum Posthof (Postamt).

### Betriebseinstellung
Obwohl die Stadt Döbeln damals weniger als 20.000 Einwohner zählte, wurden vor dem Ersten Weltkrieg jährlich über 200.000 Fahrgäste mit der Pferdebahn befördert. Dennoch kam es nicht zur Einführung des elektrischen Betriebs – stattdessen wurde die zu diesem Zeitpunkt längst nicht mehr zeitgemäße Pferdebahn am 20. Dezember 1926 stillgelegt; sie war eine der letzten Pferdebahnen in Deutschland (lediglich die Zerbster Straßenbahn (bis 1928), die Straßenbahn Stadthagen (bis 1930) und die Spiekerooger Inselbahn (bis 1949) wurden noch länger von Pferden gezogen).
Die Bahn wurde endgültig durch einen Omnibusverkehr ersetzt, welcher bereits einige Monate zuvor parallel zum Straßenbahnbetrieb eingerichtet wurde. Diese Busse befanden sich ebenfalls in Hand der bisherigen Gesellschaft. Sie firmierte auch weiterhin unverändert als Döbelner Straßenbahn AG. 1928 wurden die Gleise zwischen Bahnhof und Niedermarkt entfernt. Trotz der frühen Stilllegung blieben weitere Teilabschnitte der Pferdebahn noch lange erhalten – ein Teil der Strecke verschwand erst bei Straßenbauarbeiten in den 1980er Jahren, ein letzter kurzer Abschnitt auf dem Obermarkt wurde 2006 im Zuge der dortigen Neupflasterung entfernt. Zusammen mit den bis heute vorhandenen Gleisresten auf dem Zerbster Marktplatz zählten diese zu den ältesten erhaltenen Relikten einer deutschen Straßenbahn.

### Wiederbelebung
Bereits im Jahr 1988 wird in der Zeitschrift der Modelleisenbahner der Gedanke geäußert einen Museumsbetrieb auf den noch vorhandenen Gleisanlagen durchzuführen.
Am 11. Januar 2002 gründeten 25 Mitglieder den Traditionsverein Döbelner Pferdebahn e. V. mit dem Ziel der Wiederbeschaffung andernorts noch erhaltener Originalfahrzeuge der Döbelner Straßenbahn sowie der Einrichtung eines historischen Fahrbetriebs. Dem Verein gelang es später einen circa 550 Meter langen Streckenabschnitt in der Innenstadt wieder aufzubauen. Die noch bis 2006 vorhandenen Original-Gleisreste konnten dabei jedoch nicht wieder verwendet werden. Sie waren zu stark verschlissen und mussten deshalb durch neue Schienen ersetzt werden.
Seit dem 9. Juni 2007 ist dieses Teilstück im Sommer am ersten Samstag im Monat und zu besonderen Anlässen wieder in Betrieb und gilt heute als touristische Attraktion von Döbeln. Als Besonderheit wird die Bahn heute jedoch nicht gemäß der 1938 in Kraft getretenen Verordnung über den Bau und Betrieb der Straßenbahnen (BOStrab) betrieben. Die Pferdebahn wurde bei ihrer Wiedereröffnung lediglich durch den TÜV abgenommen.

## Deutsches Pferdebahnmuseum
Das Deutsche Pferdebahnmuseum Döbeln wurde am 13. Juni 2009 eröffnet. Es befindet sich am Niederwerder 6. Das Gebäude aus der Zeit um 1900 war früher Kinderbewahranstalt beziehungsweise Kindergarten und wurde beim Hochwasser im August 2002 schwer beschädigt. 2007 wurde es von der Stadt dem Traditionsverein Döbelner Pferdebahn e. V. übergeben, der seither Träger des Museums ist.
Die Einrichtung zeigt auf Schautafeln und mit Modellen die Geschichte der Pferdeeisenbahnen und Pferdestraßenbahnen in aller Welt (mit Schwerpunkt Deutschland) von ihren Anfängen über den Höhepunkt der Entwicklung um 1900 bis in die Gegenwart.
Ende 2009 konnte mit dem Schließen der letzten Gleislücke die Verbindung zur Döbelner Straßenbahn geschaffen werden, die seit 2007 wieder im Stadtzentrum verkehrt. Der Pferdebahnwagen ist in einer Wagenhalle im Museumsgebäude untergestellt. Das Fahrzeug wird zu bestimmten Terminen auf der Museumsstrecke von einem Pferd gezogen.

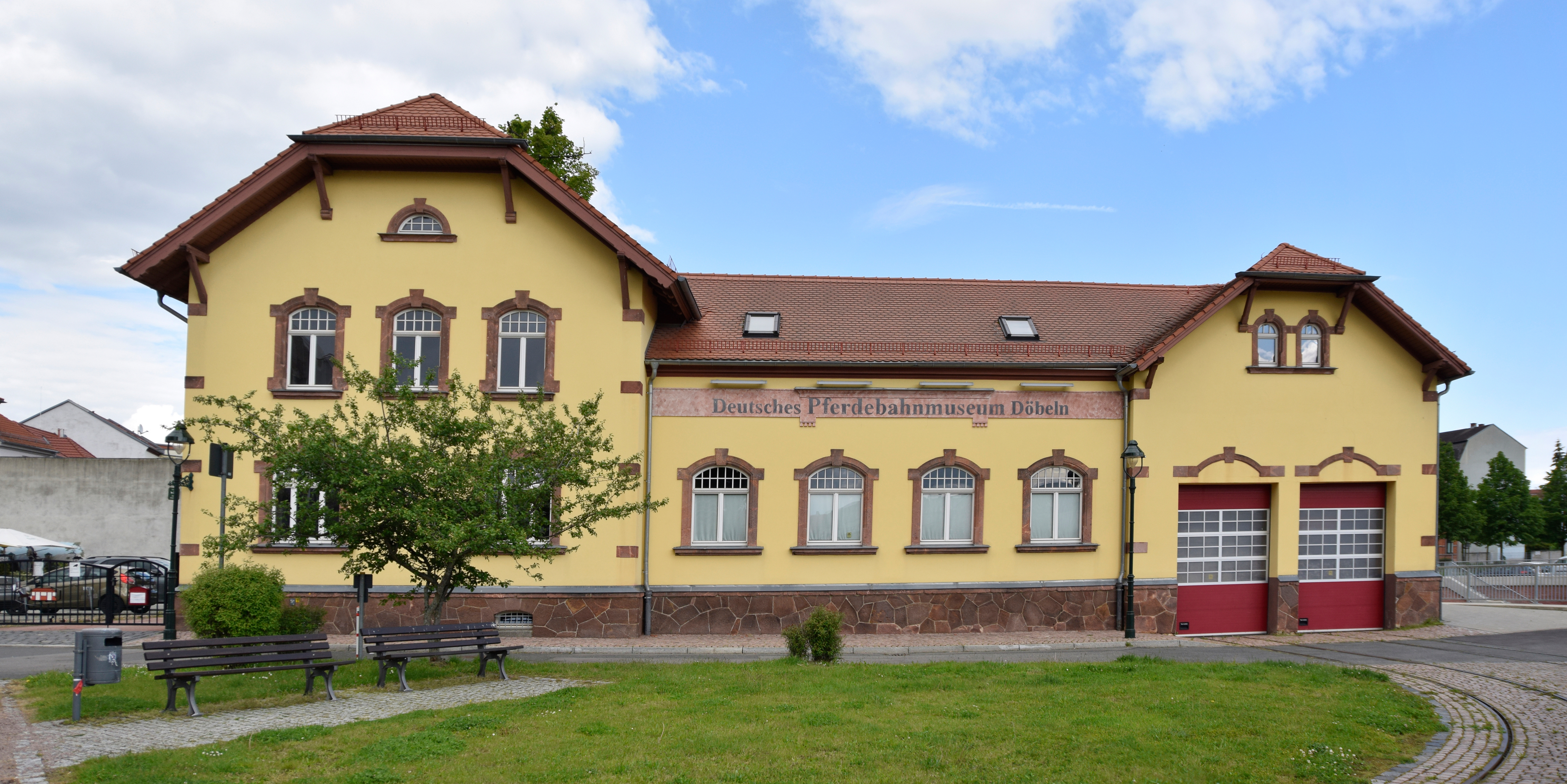
Deutsches Pferdebahnmuseum in Döbeln
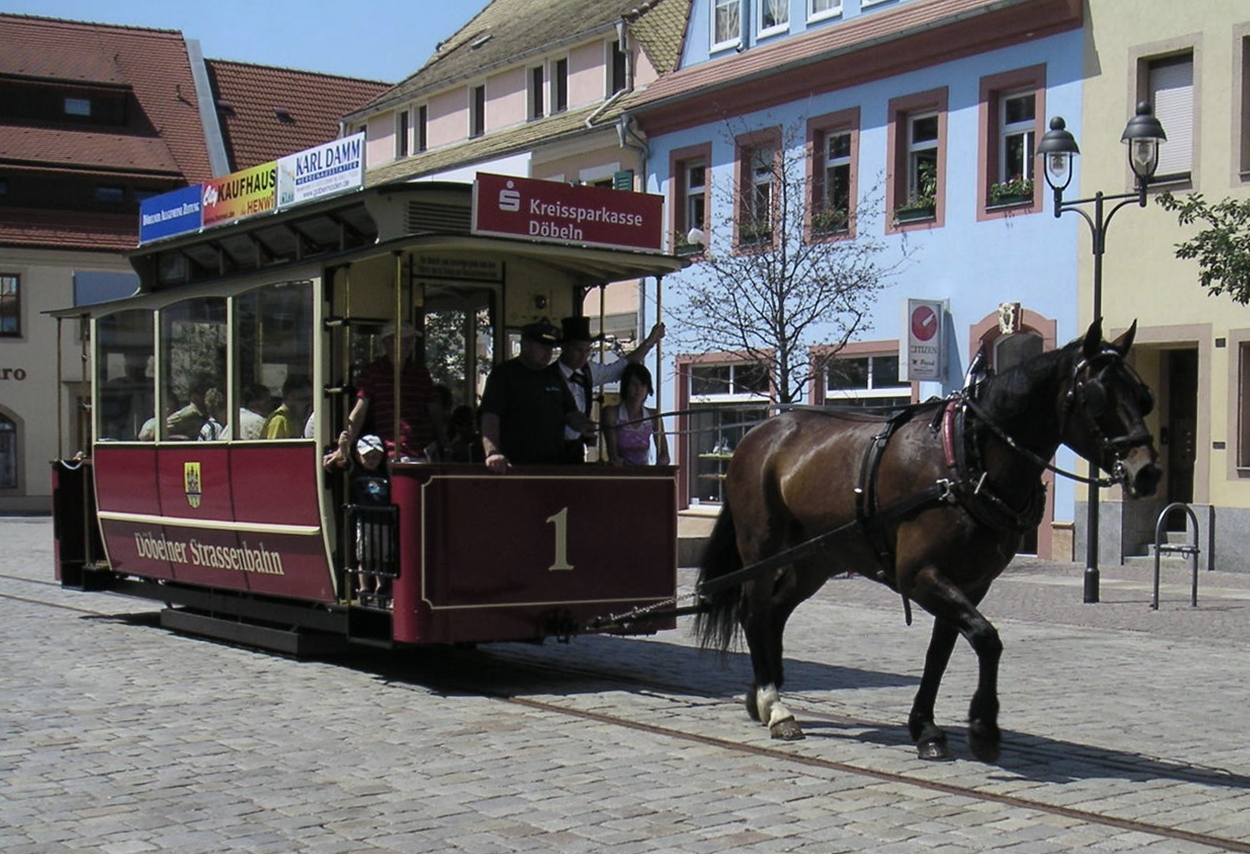
Gespann der Döbelner Pferdebahn (2007)
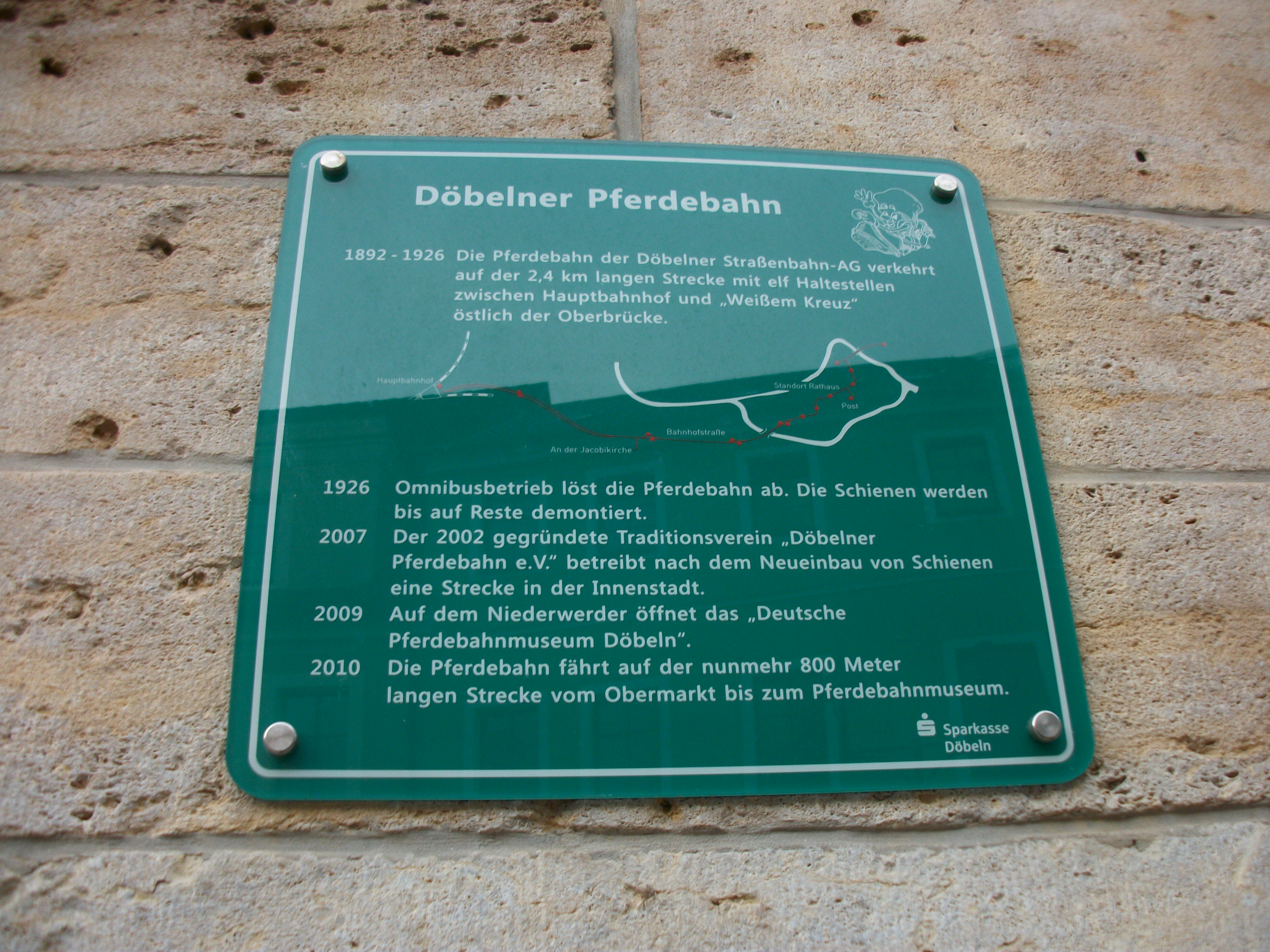
Döbelner Pferdebahn, Infotafel

## Fahrzeuge
Zur Betriebseröffnung im Jahr 1892 standen der Pferdebahn drei Personenwagen zur Verfügung, ihr Bestand wurde bis 1912 auf sieben Fahrzeuge erhöht. Sie waren circa sechs Meter lang und 1,80 Meter breit, jeder Wagen verfügte über zwölf Sitz- und fünfzehn Stehplätze. Zusätzlich existierten drei geschlossene Postwagen sowie ferner zwei Salzstreuwagen zum Freitauen der Schienen im Winter. 
Der heutige Wagen 1 entstand aus einem Triebwagen der Meißner Straßenbahn, der nach der dortigen Einstellung des Personenverkehrs die Zeit als Gartenlaube im Weiler Keilbusch (einem Ortsteil der bei Meißen gelegenen Gemeinde Diera-Zehren) überdauerte. Im Juni 2003 wurde er vom Traditionsverein Döbelner Pferdebahn e. V. geborgen und nach einer aufwändigen Restauration in Dresden nach Döbeln gebracht. 
Im Februar 2025 wurde ein Wagen mit offenen Seitenwänden von der Straßenbahn Naumburg übernommen, der einsatzfähig hergerichtet werden soll.